# Hypena aneliopis
Hypena aneliopis är en fjärilsart som beskrevs av Bethune-Baker 1908. Hypena aneliopis ingår i släktet Hypena och familjen nattflyn. Inga underarter finns listade i Catalogue of Life.